# Bunt na krążowniku Pamiat´ Azowa
Bunt na krążowniku „Pamiat´ Azowa” – zbrojny bunt marynarzy krążownika Pamiat´ Azowa w lipcu 1906 r. Jeden z buntów żołnierzy i marynarzy podczas rewolucji 1905 roku w Imperium Rosyjskim.

## Tło wydarzeń
Podczas rewolucji 1905 r. partie bolszewików i socjalistów-rewolucjonistów prowadziły intensywną agitację we Flocie Bałtyckiej. Ich hasła cieszyły się znaczną popularnością wśród marynarzy garnizonów w Kronsztadzie i w twierdzy Sveaborg u wybrzeży Helsingforsu. Obie partie dążyły do wywołania w dogodnym momencie zbrojnego powstania, które miało ogarnąć całą Flotę. Lokalna organizacja eserowców zwiększyła jeszcze swoje wysiłki na rzecz wywołania powstania w lipcu 1906 r., po rozwiązaniu Dumy Państwowej. Współdziałała z nimi również lokalna struktura bolszewików w Helsingforsie, wbrew stanowisku kierownictwa partii. Rewolucjoniści byli przekonani, że rozwiązanie parlamentu popchnie marynarzy i żołnierzy do otwartego wystąpienia przeciwko caratowi.
Zanim wyznaczono konkretną datę powstania, 17 lipca?/30 lipca 1906 r. spontanicznie wybuchł bunt w twierdzy Sveaborg. Jego bezpośrednią przyczyną był fakt, iż komendant twierdzy gen. Władimir Lajming osadził w areszcie, za pomniejsze wykroczenia dyscyplinarne, około 200 żołnierzy kompanii minerskich. Działacze partii bolszewickiej i eserowskiej, w ocenie których powstanie było nieprzygotowane, próbowali powstrzymać żołnierzy, ale ich wiadomości nie dotarły nawet na niektóre wyspy należące do twierdzy. Powstanie zostało stłumione 20 lipca?/2 sierpnia 1906 r.
19 lipca?/1 sierpnia 1906 wybuchło także powstanie w Kronsztadzie, które upadło po niecałych dwóch dniach.

## Przebieg buntu
Również na wieść o powstaniu w twierdzy Sveaborg marynarze Pamiati Azowa wszczęli bunt w nocy z 19 na 20 lipca (1/2 sierpnia) 1906 r. Według innego źródła bezpośrednią przyczyną wybuchu buntu było aresztowanie i odesłanie do Rewla jednego z marynarzy. Po opanowaniu okrętu wybrali komitet, w skład którego weszli bolszewik Arsienij Koptiuch, N. Łobadin, S. Gawriłow, A. Kołodin, T. Kuźkin i inni. Marynarze zabili sześciu oficerów i ranili kapitana okrętu Mazurowa. Wbrew nadziejom rewolucjonistów załogi innych okrętów nie przyłączyły się do powstania.
20 lipca?/2 sierpnia 1906 r. okręt wszedł pod czerwonym sztandarem do portu w Rewlu, jednak w mieście oczekiwał go już postawiony w stan gotowości garnizon. Miejscowe władze zaalarmował fakt, iż od kilkunastu godzin z okrętem nie było kontaktu. Marynarzom nie udało się natychmiast po wejściu do portu nawiązać kontaktu z miejską organizacją bolszewicką, a policja i wojsko były przygotowane, by stłumić w zarodku jakiekolwiek antycarskie wystąpienie w mieście. Wieczorem tego samego dnia młodsi oficerowie Pamiati Azowa odbili okręt z rąk buntowników. Dopiero po tym wydarzeniu na okręt dotarła trójka agitatorów związanych z Partią Socjalistów-Rewolucjonistów; jednym z nich był Ilja Fondaminski. Zostali oni zatrzymani przez marynarzy zachowujących lojalną postawę wobec caratu.
Część przywódców buntu zginęła podczas walki na okręcie, inni zostali aresztowani przez żandarmerię. Bunt został stłumiony. W ramach represji okręt został otrzymał nową nazwę Dwina, gdyż dawną uznano za zhańbioną i stał się okrętem szkolnym. 18 uczestników buntu zostało skazanych na śmierć i rozstrzelanych, zaś 12 skazano na katorgę.